# Stator pacarae
Stator pacarae là một loài bọ cánh cứng trong họ Bruchidae. Loài này được Johnson, Kingsolver & Teran miêu tả khoa học năm 1989.